# تخييم

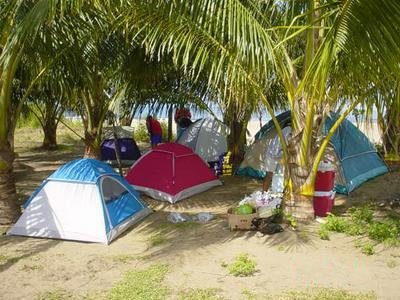

التخييم نشاط ترفيهي خارجي. يغادر فيه المشاركون (يطلق عليهم المعسكر) المناطق الحضرية، مناطق تواجد منازلهم، أو مناطق المدينة والحضارة ويستمتعون بجمال الطبيعة بينما يقضون ليلة أو ربما ليلتين خارجا، غالبا في موقع للتخييم.
يتمضن التخييم عادة خيمة، «كارافان» وهي أشبه بقافلة، بيت متنقل على عجلات، قمرة، بناء بدائي، أو لا ملجأ على الإطلاق.
أصبح التخييم كنشاط ترفيهي استجمامي شعبيا في أوائل القرن العشرين الميلادي.
يكرر المعسكر المتنزهات الوطنية أو الدولية، بعض المناطق الطبيعية العامة المملوكة «محميات»، وأراضي تخييم مملوكة من قبل الخاصة من الناس.
التخييم هو جزء رئيسي من العديد من منظمات الشباب في جميع أنحاء العالم، مثل الإستطلاع. حيث يستخدم لتعليم الاعتماد على الذات والعمل ضمن فريق.
ويستخدم التخييم أيضا كوسيلة إقامة غير مكلفة ماديا للأشخاص الذين ينوون القيام بنشاطات خارجية كبيرة مثل اللقاءات الرياضية والمهرجانات الموسيقية.
يقوم المنظمون عادة بالتزويد بحقل أو مساحة وبعض وسائل الراحة الأخرى.

## تعريف
يصف التخييم مدى واسع من النشاطات. المخيمون المكافحون ينطلقون مستعملين أحذيتهم وأكثر من ذلك قليلا، بينما تصل سيارات الرحالة الترفيهية مزودة بكهربائهم الخاصة، مصدر حرارة، وأثاث حدائق.
يستمتع بالتخييم عادة بالاقتران مع نشاطات أخرى، مثل: سباقات المراكب (الزوارق)، التسلق، الصيد، المشي بالوديان، ركوب الدراجات الجبلية،ركوب الدراجات النارية، السباحة، والتجديف في المياه البيضاء.
ويمكن قرن التخييم أيضا بالمشي لمسافات طويلة، إما بحمل الحقائب على الظهر، أو على شكل سلسة من المشي اليومي من موقع مركزي.
قد يخيم بعض الناس في مخيمات دائمة مع قمرة وبعض المرافق الأخرى، مثل معسكرات الصيد أو المخيمات الصيفية للأطفال)، لكن الإقامة في مثل هذه المخيمات لا تعتبر تخييما.
وقد ينطبق مصطلح التخييم أو التخييم خارجا على أولئك الذين يعيشون في الهواء الطلق، بدافع الضرورة (كما في حالة من لا مأوى لهم)، أو للأشخاص الذين ينتظرون في طوابير ليلة وضحاها.
على أية حال، لا ينطبق المصطلح أيضا على الثقافات التي لا تتضمن مساكن متطورة تكنولوجيا.
ويمكن الإشارة للتخييم بالعامية بمصطلح التخشين، وعادة ما يستمر لأكثر من يوم واحد.

## التخييم المحمول
حقائب الظهر هي مجموعة متنوعة من خيمة التخييم.
يستخدم حاملو حقائب الظهر المعدات خفيفة الوزن التي يمكن حملها لمسافات طويلة مشيا على الأقدام.
فيمشون عبر الأراضي، عبر الأنهار، ويقومون بالتخييم في مواقع بعيدة ونائية، ويختارون مواقع التخييم كما يريدون، إذا سمحت قواعد حماية الموارد بذلك.
غالبا ما تكون الأدوات المحمولة في حقائب الظهر ذات تكلفة أكبر من الأدوات المستخدمة في التخييم باستخدام السيارات، ولك لا زالت أقل تكلفة بكثير من المقطورة أو البيت المتنقل، وتعد مواقع التخييم بهذه الطريقة بشكل عام أرخص.
التخييم بحمل حقائب الظهر أكثر شعبية، خاصة لدى الشباب الذين تتوافر لديهم الإرادة للقيام بتجربة تحدي.
وعلى الرغم من كونها أوفر طريقة من طرق التخييم، هي أيضا من أكثر الطرق صعوبة وأقلها راحة وتنفذ عادة من قبل الأفراد الذين يمتلكون صحة جيدة.
يجب حمل الأداة التي يحتاجها الفرد في حقيبة تحمل على الظهر، مما يجعل من هذا النوع نشاطا رياضيا لا يقدر الجميع على أدائه؛ وعلى أية حال، عملت التطورات التكنولوجية والاهتمام المتزايد في بالتخييم على قيادة تطورات في الأدوات التي يحملها الأشخاص في حقائب الظهر.
أنتجت العديد من الشركات المتخصصة بالتخييم مدىً واسع من الأدوات خفيفة الوزن أو من ناحية أخرى متخصصة في حقائب الظهر.
عملت التكنولوجيا الحديثة على تطوير الراحة العامة وسهولة حمل الحقائب بشكل كبير.
تجهيزات المطابخ المصنوعة من التيتانيوم، الأقمشة الصناعية الخفيفة للغاية، الأشرطة الفخذية موصلة الحرارة، وحقائب النوم السفلية صنعت لحمل أخف بكثير من معدات مماثلة منذ 50 سنة مضت.
للعديد من المشاركين، حمل الحقائب على الظهر يمكنهم من التجربة الفعلية للبرية، لكن هناك احتمال لوجود الطقس القاسي والجروح في المناطق النائية.
بعض المخيمين في المناطق النائية، يحزمون أمتعتهم في فرش مريحة، كراسي مدمجة، وهواتف الأقمار الصناعية التي تعمل بالطاقة الشمسية.
قد يتضمن التخييم المحمول ركوب الحيوانات مثل الأحصنة والبغال. تزيد الدواب من سعة الحمل المحدودة للركاب أو قد تساعد المتنزهين بحمل الكثير من الأحمال. بعض الدواب مثل الكلاب واللاما، لا يمكن ركوبها لكنها تحمل الكثير من وزن مؤن التخييم. مسارات ومخيمات الأحصنة تبقى في العادة مفصولة عن مناطق «المشي فقط» بسبب التآكل الإضافي الذي تزيده هذه الحيوانات الثقيلة على هذه المناطق، لكن يتمكن كلب جيد، ماعز، أو لاما من العبور بسهولة في مناطق يتمكن الإنسان من العبور فيها.
التخييم بالقوارب شبيه بحمل حقائب الظهر، لكن يستخدم القوارب للتنقل؛ يحمل من الوزن والحجم على زورق أو قوارب الكاياك أكثر مما يحمل في حقائب الظهر. هذا النوع من التخييم معروف في أمريكا الشمالية. التخييم باستخدام القوارب له شعبية كبيرة باعتباره فرصة للتخييم، على الرغم من أن المعدات المستخدمة في هذا النوع أغلى من تلك المستخدمة في التخييم باستعمال سيارة. ميزة هذا النوع من التخييم أن القارب يزودك بطريقة أسهل لنقل وتحميل أغراضك التي تحتاجها للتخييم؛ على أية حال، قد يعتبر التجديف تجربة تحدي. تعتبر الأنهار والبحيرات غير المناسبة للتجديف بالزوارق خطرة، خاصة للمبتدئين. قد تربط الموتورات الكهربائية أو الغازية الصغير ببعض القوارب، حيث يسمح، لرحلة أسرع على المياه. عادة ما تستخدم عدة الصيد والحقائب المقاومة للماء بسبب وجود الماء المستمر.